# Joseph Oduho
Joseph Oduho Haworu (geb. 15. Dezember 1927 oder 15. Dezember 1929 in Lobira, Anglo-Ägyptischer Sudan; gest. 27. März 1993 in Panyagor, Jonglei, Sudan) war ein Politiker im südlichen Sudan. Er war eine führende Persönlichkeit im Kampf um die Unabhängigkeit und ein Gründungsmitglied des Sudan People’s Liberation Movement (SPLM).

## Leben

### 1927–1963
Joseph Oduho wurde in eine Gemeinschaft des Stammes der Otuho in Lobira, (heute: Ikotos County, Eastern Equatoria, Südsudan) im damaligen Sudan geboren.
Er erhielt seine Schulbildung an der Isoke Catholic Missionary Elementary School und an der Okaru Catholic Intermediate School und wurde dann einer der ersten Schüler der Rumbek Secondary School. Er studierte in Nyapeya in Uganda, dann am Bakht Al Ruda Teacher’s Institute, wo er ein 1950 ein Lehrer-Diplom erwarb. Danach war er Schulleiter an Mittelschulen in Maridi, Okaru und P’Lotaha.
1953 führte Joseph Oduho den Protest an gegen die mangelnde Repräsentation der südlichen sudanesische nicht-arabischen Völker in den Verhandlungen zur Unabhängigkeit des Sudans.
Er wurde nach den Aufständen 1955 in Torit (seiner Heimatstadt) in Maridi verhaftet, wegen Verschwörung angeklagt und zum Tode verurteilt. Nach der Unabhängigkeit am 1. Januar 1956 wurde er aufgrund der General-Amnestie freigelassen.
Oduho wurde 1957 nach der Unabhängigkeit in das erste Parlament gewählt. Er sprach sich für eine föderale Organisation der unterentwickelten Regionen des Südens aus. Die Armee griff 1958 nach der Macht und Joseph Oduho floh 1960 aus dem Land.
Als 1963 Joseph Oduho und seine Kollegen in Kampala, Uganda, die Anya-Nya-Bewegung begründeten, veröffentlichte er zusammen mit William Deng Nhial das Buch „The Problem of the Southern Sudan“.

### Anführer im Exil 1960–1972
Joseph Oduho war Gründungsmitglied und der erste Präsident der Sudan African National Union (1962–1964).
Zusammen mit William Deng veröffentlichte er die erste formale Deklaration der Südsudan mit dem Buch The Problem of the Southern Sudan. Darin argumentierten sie für eine Unabhängigkeit des nicht-moslemischen Südens vom moslemischen Nordens des Sudan.
Joseph Oduho war einer der Anführer der Exilanten, welche für die Unabhängigkeit kämpften. Zwischen 1965 und 1967 war er Präsident der Azania Liberation Front. Letztlich brach er 1971 jedoch mit den Exilantengruppen aufgrund einer Meinungsverschiedenheit mit Joseph Lagu, dem Kommandanten der Anya-Nya, der den politischen Flügel der Bewegung dem militärischen Zweig unterstellen wollte. Oduho setzte sich immer für die Einheit des südlichen Sudan ein, während Lagu eine kleinere „Equatoria“-Region befürwortete.

### Mitglied in der Regierung des Southern Sudan 1972–1983
Am 3. Mai 1972 wurde das Addis-Abeba-Abkommen ratifiziert als „The Southern Provinces Regional Self-Government Act 1972“ (SPRGA-1972) und brachte eine zeitweise Kampfpause im Bürgerkrieg. Joseph Oduho und Samuel Aru Bol wurden in die Regierung des Südlichen Sudan, Juba, berufen.
Oduho erhielt den Posten des Minister of Housing (1972–75) und verhandelte auf Grundlage des SPRGA-1972 mit der jugoslawischen Regierung um den Bau von Ministerien-Gebäuden und Minister-Unterkünften 1973 in Juba. Die Ministerien und Ministers’ Quarters dienen noch immer 90 % des Kabinetts des Südsudan als Unterkunft.
1975 wurde Oduho wegen Verschwörung zur Abspaltung des Südsudan angeklagt und verhaftet, aber 1977 wieder freigelassen, nachdem Präsident Dschafar an-Numairi eine Amnestie erließ, als die Sudan Socialist Union (SSU) und politische Parteien des Nordens zu einer Übereinkunft gelangt waren.
Joseph Oduho trat 1977 wieder erfolgreich in den Wahlen an. Er wurde zum Minister of Cooperative and Rural Development  (1978–1980) ernannt und später zum Minister of Labour and Administrative Reforms (1980–1982). Damit war er auch Mitglied des SSU Central Committee. 1982 gab es Unruhen im Süden und einige Anführer von ethnischen Minderheiten riefen auf zu stärkerer Dezentralisierung. Joseph Oduho sprach dagegen, weil er konsistent für eine Einheit des Südens warb. Er meinte, dass Dezentralisierung und Tribalismus von Politikern des Nordens befördert wurde um den Süden zu schwächen.

### Zweiter Bürgerkrieg 1983–1993
1983 löste Präsident Numairi die Südregion auf, die 1972 nach dem Addis-Abeba-Abkommen gebildet worden war. Joseph Oduho ging erneut ins Exil und wurde Gründungsmitglied der SPLM. Als die Partei am 16. Mai 1983 gegründet wurde, wurde Oduho zum Vorsitzenden des Foreign Affairs Committee ernannt und Colonel John Garang, ein Dinka, wurde Chef des Stabes der Sudan People’s Liberation Army (SPLA). Später machte sich Garang selbst zum Führer der SPLA/M.
Mehrere Jahre lang wurde Oduho von der SPLA eingesperrt. Er wurde 1992 freigelassen um seinen Sohn, Commander Kizito Omiluk Oduho, in Lobira beizusetzen. Er wurde nach Uganda geschmuggelt, nachdem die SPLM/A Mainstream einen Anschlag auf sein Leben verpatzt hatte. Dort wurde er von seinem Sohn Ohiyok David Oduho aufgenommen, der von Madiopei im Norden Ugandas als Information Consultant bei der Operation Lifeline Sudan (OLS) der UNICEF arbeitete. Von dort wurde er nach Nairobi geflogen, wo er eine Konferenz organisierte, deren Hauptziel es war die zersplitterte SPLM/A wieder zu vereinigen. Garang war gegen den gesamten Vorgang.
Im März 1993 flog Oduho nach Panyagor, in Kongor, Jonglei, um dort zusammen mit anderen, wie Commander Kerubino Kuanyin Bol, Commander Arok Thon Arok, Commander Dr. Lam Akol Ajawin, Commander Dr. Richard K. Mulla und Peter Abd Al-Rahman Sule zu weiteren Gesprächen zusammenzukommen um die Führung der SPLM auf eine breitere Grundlage zu stellen.
Auf den Treffpunkt wurde jedoch am 27. März 1993 eine Attacke durch SPLM/A Mainstream’s Bright Star Campaign unter dem Kommando von Commander Kual Manyang Juk durchgeführt. In der Attacke wurde Oduho lebend gefangen genommen und beinahe unmittelbar hingerichtet. Er wurde zusammen mit Commander Kuackang vom Stamm der Nuer getötet.